# Keighley
Keighley – miasto w Wielkiej Brytanii, w Anglii, w hrabstwie West Yorkshire. W 2001 miasto to zamieszkiwało 51429 osób.
Keighley usytuowane jest w Airevaley w zachodnim Yorkshire, 12 mil od Bradford i około 13 mil od Halifaksu.
Miasto posiada historię sięgającą IX wieku. W Domesday Book zostało wspomniane jako Chicehlai czyli pole należące do Chyya. W okresie XVIII i XIX wieku miasto odnosiło sukcesy w dziedzinie produkcji wełny i bawełny. Pozostałości po młynach i fabrykach wełny i tekstyliów zostały podzielone na jednostki.
W Keighley znajduje się centrum handlowe The Airedale Centre oraz rynek umieszczony w budynku Keighley Market.
Do miasta można dostać się koleją lub autobusem z Leeds, Bradford, Halifax i Skipton.
W mieście znajduje się drużyna rugby Keighley Cougars.
Znajduje się tu kolej historyczna, gdzie został nakręcony film Dzieci Kolei.
W ostatnich latach w Keighley zamieszkała spora grupa polskiej emigracji.
W mieście rozwinął się przemysł wełniany oraz maszynowy.